# Alice in Chains
Alice in Chains este o trupă de heavy metal americană formată de către chitaristul Jerry Cantrell și toboșarul Sean Kinney, care ulterior i-au recrutat pe vocalistul Layne Staley și basistul Mike Starr în 1987. Starr a fost înlocuit de Mike Inez, basistul trupei lui Ozzy Osbourne la vremea aceea, iar Layne Staley a fost înlocuit cu William DuVall la 4 ani după moartea acestuia în 2002.
Numele provine din fosta trupă de glam a lui Layne Staley, Alice N' Chains.
Deși deseori lumea îi atribuie subgenului grunge, trupa incorporează deseori elemente de heavy metal. De la formare aceștia au lansat șase albume studio, trei EP-uri, patru compilații, două DVD-uri, 43 de videoclipuri muzicale și 32 de single-uri. Aceștia sunt cunoscuți în principal pentru armoniile vocale realizate de către Layne Staley și Jerry Cantrell, iar mai târziu de către Cantrell și DuVall.

## Istorie

### 1987 - 2002
Spre deosebire de multe trupe de grunge, Alice In Chains s-au concentrat mai mult pe partea de heavy metal. Ulterior, atât imaginea cât și stilul muzical s-au îndreptat spre genul Seattle Rock. În 1987, Layne Staley l-a cunoscut pe chitaristul Jerry Cantrell, în cadrul unei petreceri. Staley a devenit noul membru al trupei Diamond Lie, trupa formată de către Cantrell. Cei doi l-au recrutat pe toboșarul Sean Kinney.
Noul grup a început să cânte în cluburile din Seattle, iar ulterior au adoptat numele de Alice in Chains. În 1989, trupa a semnat cu Columbia Records. După câteva demou-ri, în 1990 a fost lansat primul EP, intitulat "We Die Young". Piesa care dă și titlul albumului, a devenit un hit în Seattle. Primul LP "Facelift", a adus pe piață și primul hit național, Man in the Box. Videoclipul a fost puternic promovat de către MTV. După un turneu alături de Van Halen și Iggy Pop, Facelift a ajuns la statutul de disc de aur.
A urmat un EP compus din piese acustice. Pe acest disc trupa a avut invitați de marcă precum Mark Arm (Mudhoney) și Chris Cornell (Soundgarden). Alice In Chains a devenit o trupă de succes o dată cu piesele Would și It Ain't Like That. Albumul "Dirt", lansat în 1992, reprezintă în totalitate esența Alice In Chains. Materialul a ajuns Platinum și rămâne și în ziua de azi, cel mai de succes disc al trupei. În timpul turneului de promovare a noului album, Mike Starr a părăsit trupa datorită programului foarte încărcat. Acesta a fost înlocuit de către Mike Inez (Ozzy Osbourne). În 1993, formația a înregistrat două piese pentru filmul lui Arnold Schwarzenegger, „Last Action Hero”.
În vara lui 1993, Alice In Chains au susținut concerte alături de Primus, Tool, Rage Against the Machine și Babes in Toyland. A fost ultima dată când formația a susținut un turneu major.
În ianuarie 1994, a fost lansat „Jar of Flies”. Formația urma să susțină un turneu cu Metallica și Suicidal Tendencies, însă acesta a fost anulat din cauza unor probleme legate de consumul de droguri. În 1995, Alice in Chains au lansat albumul cu același nume. Discul a reprezentat o întoarcere la rădăcinile heavy metal. Părerile au fost destul de împarțite. Discul a ajuns pe primul loc în topul Billboard, însă acesta nu a avut parte de un turneu de promovare.
Trupa a revenit în 1996, cu primul concert susținut după o pauză de 3 ani. Este vorba de MTV Unplugged, un program de recitaluri acustice. În 1998, Cantrell a lansat primul album solo, intitulat "Boggy Depot". În 1998, Staley a înregistrat două piese alături de trupa Get Born Again și Died.

### Moartea lui Staley
Pe data de 19 aprilie 2002, contabilii lui Staley au contactat-o pe Susan Silver, managerul Alice in Chains si au anuntat-o ca nu au mai fost retrasi bani din contul artistului de 2 saptamani. Silver a contactat-o apoi pe mama acestuia, Nancy McCallum, care a sunat la politie. Politia a mers impreuna cu McCallum si fostul ei sot la apartamentul lui Staley; "Cand politia a spart usa apartamentului lui Layne Staley din University District, Seattle pe data de 19 aprilie, acolo, stand intins pe canapea, lumiant de palpaitul televizorului, langa multe spray-uri de vopsea pe podea, nu departe de un pachet mic de cocaina, langa 2 pipe de crack cocaine pe masuta de cafea, tinand o seringa plina in mana dreapta si o seringa in picior se aflau rămasitele legendei rock". Autopsia a aratat ca din cauza unei supradoze de speedball (amestec de heroina si cocaina injectabila), pe data de 5 aprilie 2002, Staley a decedat. Cantrell i-a dedicat artistului, albumul „Degradation Trip” (2002). Discul a fost lansat la 2 luni după moartea acestuia.

### 2005 - prezent
În 2005, Cantrell, Inez și Kinney au susținut un concert benefit în Seattle. Partea vocală a fost interpretată de Pat Lachman (Damageplan). Pe data de 10 martie 2006, membrii Alice in Chains au cântat în cadrul VH1's Decades Rock Live, alături de Phil Anselmo. Trupa a susținut un turneu alături de Velvet Revolver, intitulat Re-evolution Tour.